# 小田急電鉄の車両検修施設
小田急電鉄の車両検修施設（おだきゅうでんてつのしゃりょうけんしゅうしせつ）では、小田急電鉄が検査・修理などの作業を行う施設について記す。

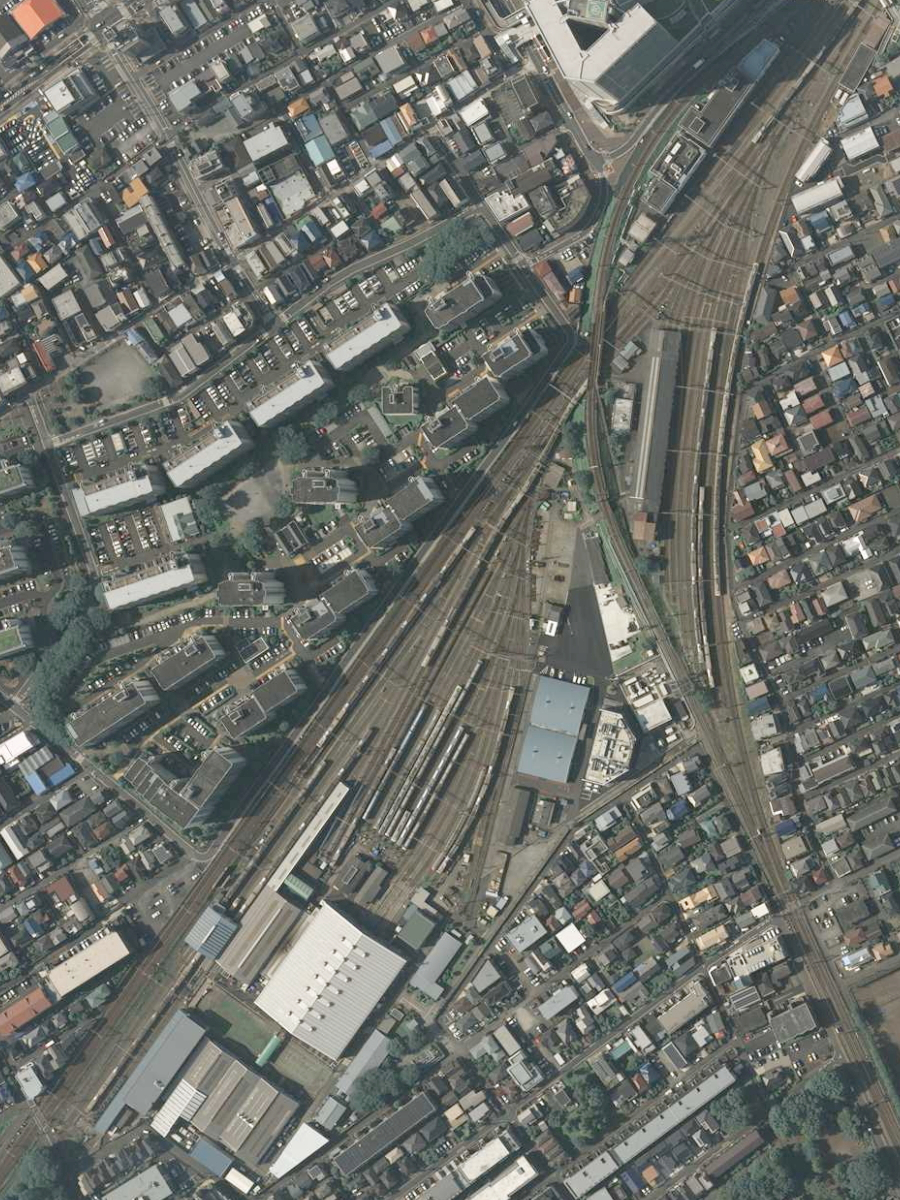
大野総合車両所の空中写真（2019年8月撮影）

## 概要
現在、小田急電鉄において稼動している車両検修施設は、以下の各施設である。
- 大野総合車両所（←大野工場、海老名検車区大野出張所）
- 喜多見検車区
- 喜多見検車区唐木田出張所（←経堂検車区唐木田出張所）
- 海老名検車区
- 海老名検車区小田原出張所

かつて、小田急電鉄が業務を行っていた車両検修施設は、以下の各施設である。
- 経堂工場（経堂車庫）
- 経堂検車区
- 経堂検車区新原町田出張所
- 経堂検車区小田原出張所
- 経堂検車区片瀬江ノ島出張所
- 相武台工場
- 足柄車庫

## 現行の検修施設

### 大野総合車両所
出入庫駅：相模大野駅

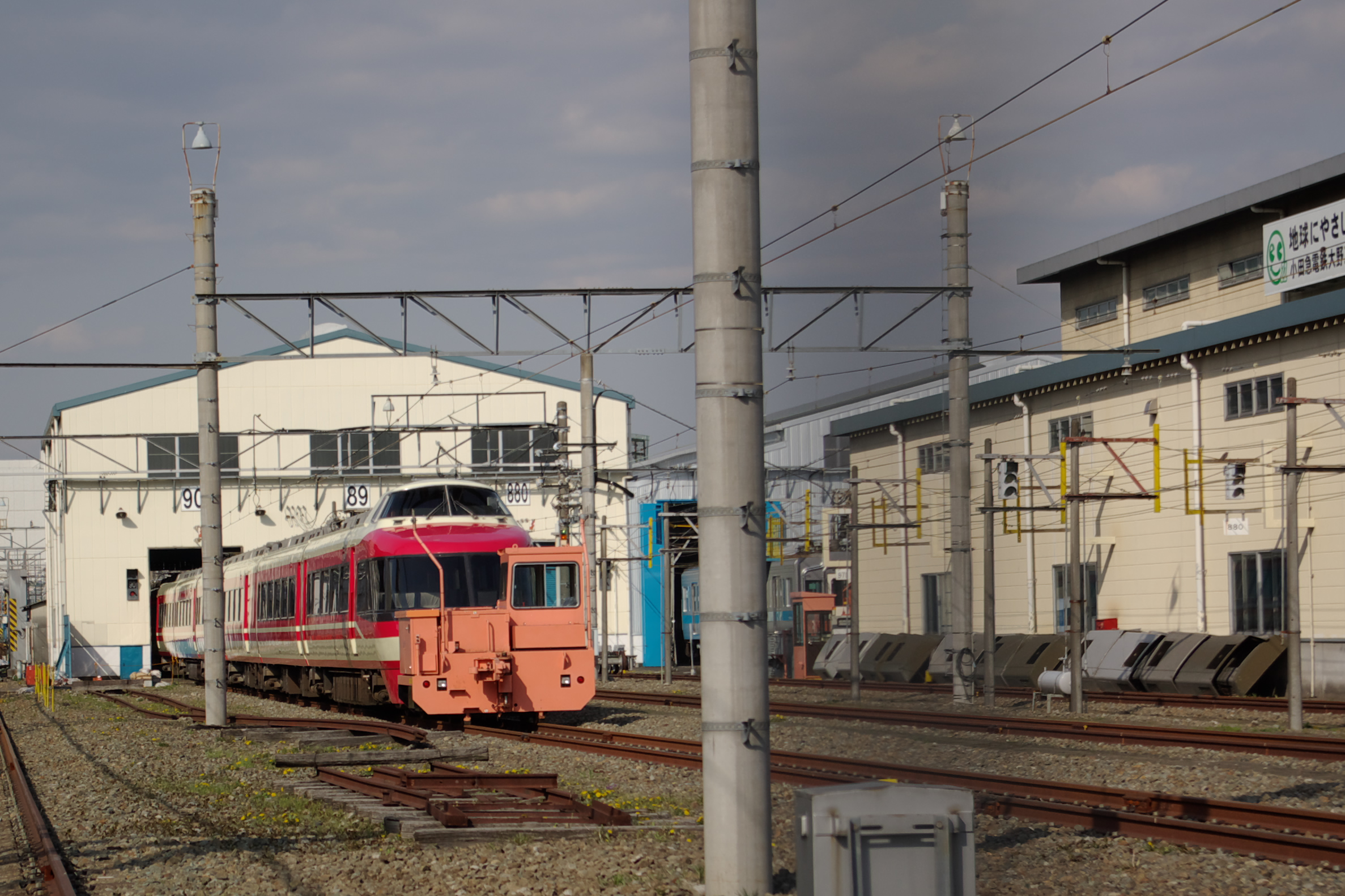
大野総合車両所

神奈川県相模原市南区東林間1丁目1-18に「大野工場」として1962年（昭和37年）10月19日に開設された。敷地面積は、33,832平方メートルである。全般検査および重要部検査が行われている。2000年（平成12年）11月17日に「ISO14001」を取得した。なお、本工場開設にともない経堂工場および相武台工場は閉鎖された。
2009年（平成21年）12月には大野工場と海老名検車区大野出張所が組織統合され、大野総合車両所として発足した。
大野総合車両所には「検修職場」、「検査職場」、「検車職場」があり、事務所内にはスタッフ部門として「環境総務」、「資材」がある。業務の一部は小田急エンジニアリングが行っている。
しかし総合車両所としてはやや手狭であり、設立当初の主力であった4両編成を前提とした設計が、現在の主力である10両固定編成の検査時に車両の分割や屋外作業を必要とさせるなど、実情にそぐわない面が問題となった。運用を続けながらの拡張を行う余剰地はなく、開設から60年を超え設備の老朽化も進んでいることから、小田急電鉄は伊勢原市にある約150,000平方メートルの土地へスマート新駅の検討を始めるとともに総合車両所を移転させることを決定した。
1年に一度、親子向け見学会が開かれており、抽選で選ばれた参加者が工場見学や洗車体験などに構内へ入ることができる。    
2014年（平成26年）6月19日午後6時10分頃、出庫線から出庫した6両編成の電車が脱線、小田急線全線で運転を見合わせた。この脱線の影響で架線が切れ、付近の区間では停電も発生した。

### 喜多見検車区
出入庫駅：成城学園前駅
東京都世田谷区に1994年（平成6年）3月27日、複々線化事業の一環として経堂検車区に代わり開設された。同時に、従来は経堂検車区の出張所であった唐木田出張所は、本区の所属となった。
本区の特色として、構造物の屋上に世田谷区の区立公園であるきたみふれあい広場が開設されており、車両は一部の留置線をのぞいて屋内での留置となるため、風雨に曝されることはない。そのため、施設の外部からは内部の車両の様子を見ることは困難である。
上記のような構造を持つことと留置スペースの余裕から、かつては保存車両の留置にも用いられており、21番線に新宿方から20301 3221×6 2670 9001 2201×2 10(1形)が、22番線には10001×3 20001×2が留置されていた。
2013年（平成25年）12月6日に放送されたテレビ朝日系の深夜番組『タモリ倶楽部』内の企画においてはタモリらタレントが訪問し、上記の保存車である1形や2600形の紹介、3100形NSE車の運転台や富士急行への譲渡を控えた20000形RSE車を見学する様子が放送された。
これ以外にも小田急電鉄が企画する団体ツアーなどでは、一般客でも機会は少なかったものの、本区の見学の際に上記の保存車両を見学することができた。
しかし、2018年（平成30年）3月のダイヤ改正に伴う列車増発のため、留置スペース確保の観点から保存車両を搬出する必要が生じた。2017年（平成29年）6月のHiSE10001×3を皮切りに大野総合車両所への移送が始まり、2019年（平成31年）3月までに全車両の搬出が完了した。
その後、2020年（令和2年）より問題化した新型コロナウイルス感染症による旅客需要の減少などにより、一転して保有車両数の削減が方針として発表され前述の問題が覆ったこともあり、2025年（令和7年）6月時点では2023年（令和5年）12月をもって完全引退となった50000形VSE車が2編成共に完全な状態で留置されている。
線路は成城学園前駅につながっており、回送列車や早朝・夜間には成城学園前駅発・行きの出入庫列車が運行されている。なお、施設自体の位置は成城学園前駅よりも隣の喜多見駅に近い。
- 敷地面積 68300平方メートル
- 収容能力 約150両
- 所属車両 1000形、3000形、4000形、5000形、クヤ31形、ロマンスカー50000形VSE、ロマンスカー70000形GSE

業務の一部は小田急車両工業（2013年（平成25年）3月31日に業務終了）が行っていたが、2008年（平成20年）7月より完全直営に戻った。

#### 喜多見検車区唐木田出張所
出入庫駅：唐木田駅

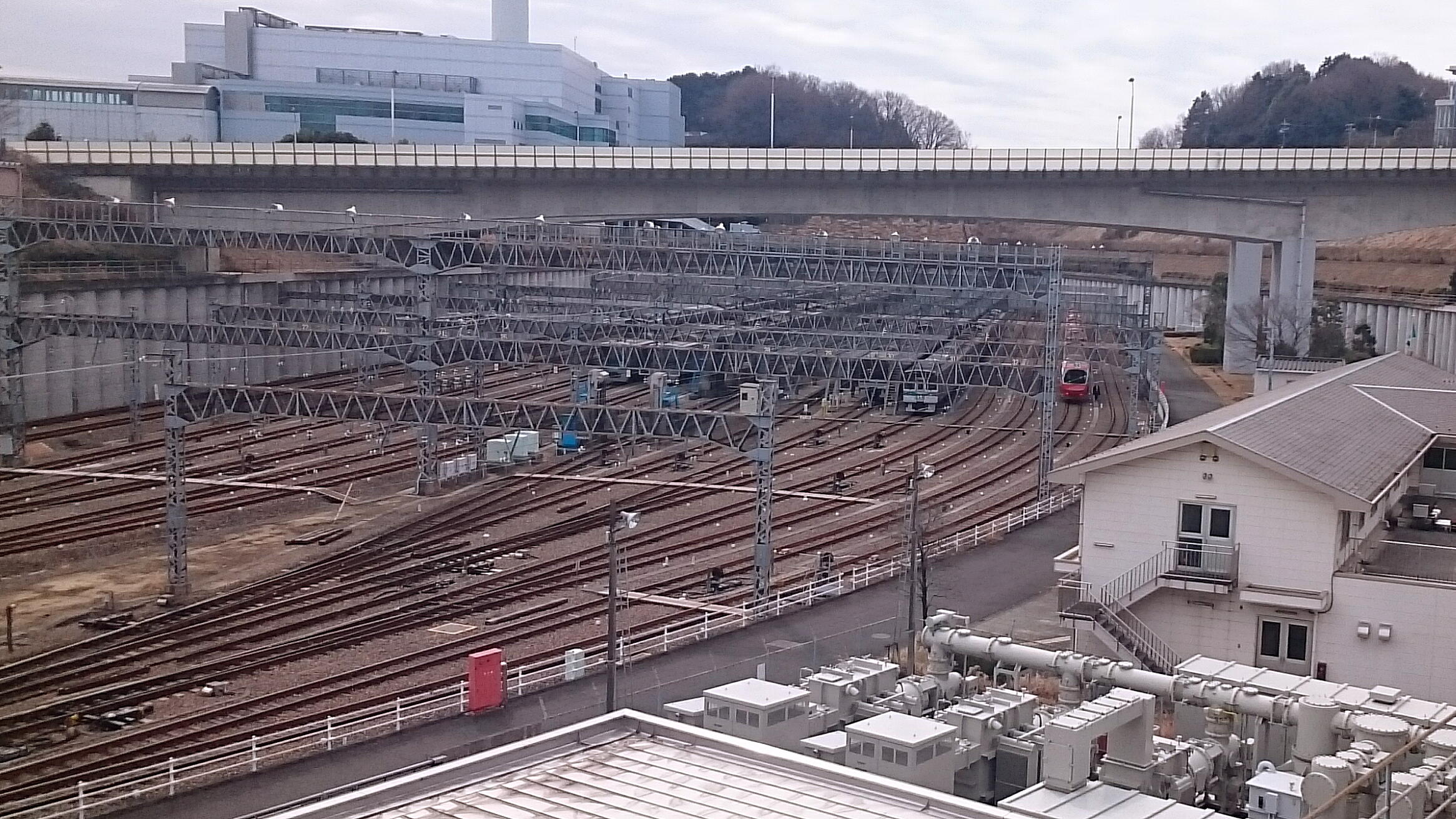
喜多見検車区唐木田出張所

東京都多摩市に1990年（平成2年）3月27日、小田急多摩線の唐木田駅延伸にあわせて開設された。当初は「経堂検車区唐木田出張所」であったが、1994年（平成6年）3月27日から「喜多見検車区唐木田出張所」となった。
東端の2本は正確には本線の扱いとなっているが、これは将来の多摩線延伸を考慮した措置と思われる。現在のところ、新型車両の試運転の折り返しなどに用いられている。
- 敷地面積 43271平方メートル
- 収容能力 176両
  - 留置線10線、洗浄線1線、列車検査線2線、引き上げ線1線（各線とも10両編成・210 m以上の有効長[12]）
- 所属車両 なし

### 海老名検車区
出入庫駅：海老名駅

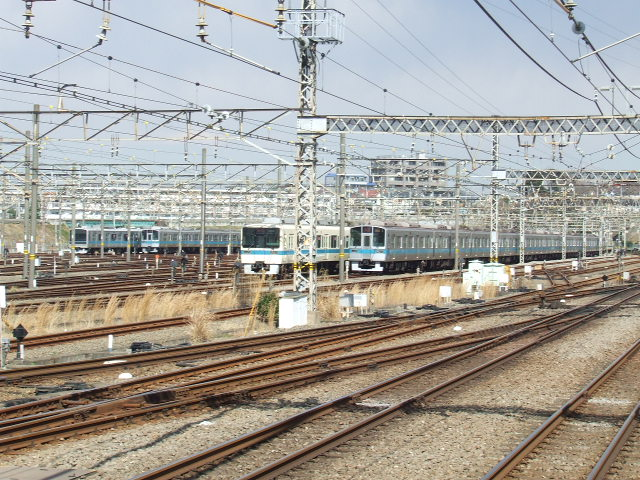
海老名検車区

神奈川県海老名市に1972年（昭和47年）12月18日、将来の在籍車両数増加を見込み開設された。海老名駅に隣接しており、早朝深夜帯の海老名駅や近辺の本厚木駅、伊勢原駅を始発・終着とする列車の出入庫が多く、運用上重要な役割を担う。ホームからは洗車中であったり構内を入換する車両が見られる。
当区から約1.2kmほど離れた相模川が氾濫した際に浸水する可能性があることから、当時の代表取締役社長・星野晃司が、大野総合車両所の跡地（前述）への当区の移管案が浮上していることを取材で明かした。
2019年（令和元年）までは、毎年10月中旬（2019年は5月下旬）の「鉄道の日」前後にファミリー鉄道展が開催されており、その時々により異なる車両の展示や物販、各種体験イベントが催され一般客も入ることが可能であった。
また、2021年（令和3年）には本区に隣接する敷地にロマンスカーミュージアムが開館することとなり、ミュージアムの建設途中には展示物となるロマンスカー車両を建物内に収容するため、本区の留置線から対象の車両をクレーンで吊り上げ、トレーラーに載せて運搬するという作業が実施された。なお、本区の小田原寄りにも保存車両用の倉庫が存在し、内部には引退した通勤型車両の一部が保存されている。収容車両は新宿寄りから2670号車 9001号車 2201号車の3両で、当検車区にてイベントが開催されると一般客に公開されることがある。
- 敷地面積 56413平方メートル
- 収容能力 約300両
- 所属車両 8000形、1000形、2000形、3000形、ロマンスカー30000形EXE、ロマンスカー60000形MSE

喜多見検車区同様、業務の一部を小田急車両工業が行っていたが、2008年7月より完全直営に戻った。

### 海老名検車区小田原出張所
小田原駅から箱根湯本駅方面に電車に乗ると左手に見えてくる｡留置線は2本あり､基本的には小田原駅止まりの列車の折り返しに使われる｡

## 過去の検修施設

### 経堂検車区
出入庫駅：経堂駅

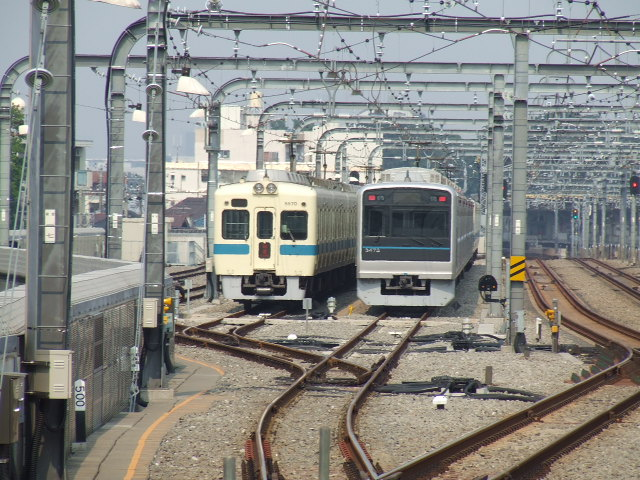
高架複々線化後に出来た経堂留置線

1950年に業検査と交番検査を行なう現業機関として発足した。1994年3月27日に、複々線化工事に伴い、喜多見検車区が設置され、本区は廃止された。
経堂駅の新宿寄り北側にあったが、線路を挟んだ南側と4番ホームと小田急経堂アパートの間にいくつかの留置線があった。経堂駅の新宿駅方面に設置されている留置線はこの名残である。
旧小田急経堂アパートがあった場所に工場建屋が建っていた。跡地は経堂テラスガーデンとして再開発され、スポーツクラブ＆スパ ルネサンス経堂が入居する経堂スポーツクラブビルや小田急不動産が運営する賃貸マンションであるリージア経堂テラスガーデンが建設された。

### 相武台工場
出入庫駅：相武台前駅

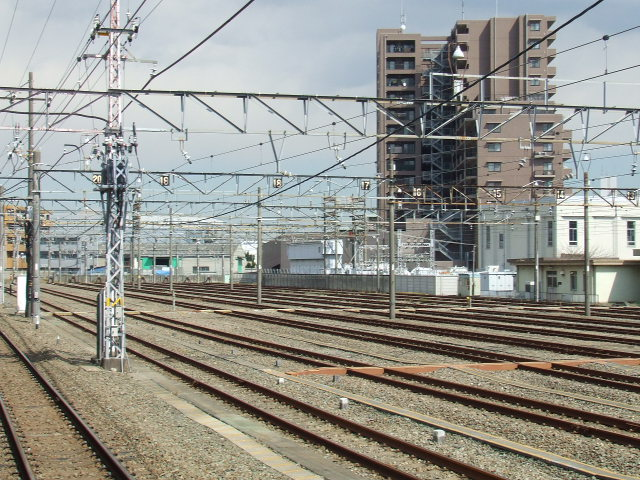
相武台前留置線

1927年の小田急小田原線開業と同時に開設された。主に電気機関車と貨車の各種検査を担当した。しかし、在籍車両数の増加に伴い、工場が狭くなったため、1962年に大野工場を開設し、廃止された。現在の相武台前駅の留置線は、本工場の名残である。本工場廃止後、本線用電気機関車・貨車は海老名検車区の所属となったが通常は引き続きこの留置線を基地として運用され、月検査等の際にのみ所属区へ回送されていた。

### 足柄車庫
出入庫駅：足柄駅
1927年の小田急開業と同時に開設された。現在の足柄駅の留置線は、本車庫の名残である。

#### 海老名検車区大野出張所
出入庫駅：相模大野駅
神奈川県相模原市に1954年9月に「大野検車区」として開設されたが、2002年に大半の業務を海老名検車区に移管、「海老名検車区大野出張所」となる。前述したが、2009年12月に大野総合車両所へと統合された。
- 敷地面積 24647平方メートル
- 収容能力 約170両